# 王任之
王任之（1918年3月27日—2014年1月13日），原名王小康，字福三，男，山东莒南人，中华人民共和国政治人物。

## 生平
早年参加抗日战争，并入学延安抗日大学，后担任中共惠济县、广饶县、博兴县县委书记。1956年，任山东省委历城基点县县委书记。1961年，调任惠民县书记。1974年，任临沂地委副书记、行署专员。